# نظریه اتحاد
نظریه اتحاد (به انگلیسی: Alliance theory) که به عنوان «نظریه عمومی مبادلات» نیز شناخته می‌شود، یک روش ساختارگرایی برای مطالعه روابط خویشاوندی است. منشأ خود را در «ساختارهای ابتدایی خویشاوندی» کلود لوی استروس (۱۹۴۹) می‌یابد و در تقابل با نظریه کارکردگرایی رادکلیف براون است. نظریه اتحاد تا دهه ۱۹۸۰ بیشتر انسان‌شناسی آثار فرانسوی را جهت‌گیری کرده‌است. تأثیرات آن در زمینه‌های مختلف، از جمله روان‌کاوی، فلسفه و فلسفه سیاسی احساس شد.
فرضیه «ازدواج-اتحاد» در این چارچوب پدید آمد و به وابستگی متقابل ضروری خانواده‌ها و دودمان‌های مختلف اشاره کرد؛ بنابراین خود ازدواج به عنوان شکلی از ارتباط در نظر گرفته می‌شود که انسان شناسانی مانند کلود لوی استروس، لوئیس دومون یا رادنی نیدهام آن را توصیف کرده‌اند. از این رو، نظریه اتحاد تلاش می‌کند تا پرسش‌های اساسی در مورد روابط بین فردی یا آن چیزی را درک کند که جامعه را تشکیل می‌دهد.
نظریه اتحاد مبتنی بر تابوی محارم است: بر اساس آن، تنها این مطلق‌گرایی ممنوعیت محارم، گروه‌های انسانی را به سوی برون‌همسری سوق می‌دهد؛ بنابراین، در یک جامعه معین، گروه‌های خاصی از خویشاوندان از ازدواج با یکدیگر منع می‌شوند؛ بنابراین تابوی محارم یک نسخه منفی است. بدون آن، هیچ چیز مردان را وادار به جستجوی زنان در خارج از دایره خویشاوندی درونی خود نمی‌کند، یا برعکس. این نظریه با نظریه زیگموند فروید در کتاب توتم و تابو (۱۹۱۳) منطبق است ولی تابوی نظریه اتحاد با محارم، که در آن دختر یا خواهرش به فردی خارج از دایره خانواده پیشنهاد می‌شود، یک دایره مبادله زنان راه اندازی می‌شود: در مقابل، هدیه کننده مستحق داشتن زنی از گروه خویشاوندی نزدیک دیگری است؛ بنابراین نسخه‌های سلبی نهی همتایان مثبتی دارند. بنابراین، ایده نظریه اتحاد یک متقابل یا یک مبادله عمومی است که خویشاوندی سببی را پایه‌گذاری می‌کند. این پدیده جهانی شکل گردش زنان را به خود می‌گیرد که گروه‌های اجتماعی مختلف را در یک کل به هم پیوند می‌دهد: جامعه.

## ساختارهای ابتدایی و ساختارهای پیچیده
بر اساس نظریه اتحاد لوی استروس، دو مدل ساختاری متفاوت برای تبادل ازدواج وجود دارد:
1. یا زنان گروه ایگو به گروه دیگری به صراحت توسط نهادهای اجتماعی تعریف شده‌اند: اینها ساختارهای ابتدایی خویشاوندی هستند.
2. یا گروه همسران احتمالی برای زنان در گروه ایگو، نامشخص و همیشه باز است، البته به استثنای افراد خویشاوند خاص (خانواده هسته‌ای، خاله‌ها، عموها…)، مانند جهان غرب. لوی استروس این دومی را ساختارهای پیچیده خویشاوندی می‌نامد.

مدل لوی استروس تلاش کرد تا توضیحی واحد برای عموزاده‌های متقابل ازدواج، مبادله خواهر، سازمان دوگانه و قوانین برون‌همسری ارائه دهد. قوانین ازدواج در طول زمان ساختارهای اجتماعی را ایجاد می‌کند، زیرا ازدواج‌ها عمدتاً بین گروه‌ها و نه فقط بین دو فرد درگیر شکل می‌گیرد. هنگامی که گروه‌ها زنان را به‌طور منظم مبادله می‌کنند، با هم ازدواج می‌کنند، و هر ازدواج یک رابطه بدهکار / طلبکار ایجاد می‌کند که باید از طریق «بازپرداخت» همسران، چه مستقیم یا در نسل بعدی، متعادل شود. لوی استروس پیشنهاد کرد انگیزه اولیه برای مبادله زنان، تابوی محارم است که به نظر او آغاز و جوهر فرهنگ است. همان‌طور که اولین قانون برای بررسی تکانه‌های طبیعی و در درجه دوم تقسیم کار جنسی بود. اولی، با تجویز برون‌همسری، تمایزی بین زنان ازدواج‌پذیر و زنان تابو ایجاد می‌کند و در نتیجه جستجوی زنان خارج از گروه خویشاوندی خود را ضروری می‌سازد («ازدواج کردن یا مردن»)، که روابط مبادله‌ای با گروه‌های دیگر را تقویت می‌کند. این مورد نیاز زنان را به انجام «وظایف زنانه» ایجاد می‌کند؛ بنابراین، برون‌همسری با الزام به ترتیبات مبادله همسر، اتحادهای بین گروهی را ترویج می‌کند و در خدمت تشکیل ساختارهای شبکه‌های اجتماعی است.
لوی استروس نیز این را کشف کرد که طیف وسیعی از فرهنگ‌های غیرمرتبط تاریخی این قانون را داشتند که افراد باید با پسر عموی خود ازدواج کنند. به معنای فرزندان خواهر و برادر از جنس مخالف - از منظر مرد که یا FZD (دختر خواهر پدر در مخفف خویشاوندی) یا MBD (دختر برادر مادر در مخفف خویشاوندی) است. بر این اساس، او تمام نظام‌های خویشاوندی ممکن را در طرحی شامل سه ساختار خویشاوندی اساسی که از دو نوع مبادله ساخته شده بود، گروه‌بندی کرد. او سه ساختار خویشاوندی را ابتدایی، نیمه پیچیده و پیچیده نامید.
1. ساختارهای ابتدایی مبتنی بر قوانین مثبت ازدواج است که مشخص می‌کند فرد باید با چه کسی ازدواج کند، در حالی که نظام‌های پیچیده قوانین ازدواج منفی را مشخص می‌کنند (با چه کسی نباید ازدواج کرد)، بنابراین فضای مشخصی را برای انتخاب بر اساس اولویت باقی می‌گذارند. ساختارهای ابتدایی می‌توانند بر اساس دو شکل مبادله عمل کنند: مبادله محدود (یا مستقیم)، شکل متقارن مبادله بین دو گروه (که بخش‌هایی نیز نامیده می‌شوند) زن‌دهنده و زن‌گیرنده. در یک مبادله محدود اولیه، FZ با MB ازدواج می‌کند، و همه بچه‌ها پسرعموهای متقابل دو طرفه هستند (دختر هم MBD و هم FZD است). ادامه مبادله محدود به این معنی است که دو نسب با هم ازدواج می‌کنند. ساختارهای مبادله محدود معمولاً بسیار غیر معمول هستند.
2. شکل دوم مبادله در ساختارهای ابتدایی، مبادله تعمیم یافته نامیده می‌شود، به این معنی که یک مرد فقط می‌تواند با MBD (ازدواج متقابل عموزاده) یا FZD خود (patrilateral ازدواج متقابل عموزاده) خود ازدواج کند. این شامل یک تبادل نامتقارن بین حداقل سه گروه است. ترتیبات ازدواج متقابل زن عموی دوطرفه که در آن ازدواج والدین توسط نسل‌های متوالی تکرار می‌شود، در بخش‌هایی از آسیا (به عنوان مثال در میان کاچین) بسیار رایج است. لوی استروس تبادل تعمیم یافته را برتر از مبادله محدود می‌دانست زیرا امکان ادغام تعداد نامحدودی از گروه‌ها را فراهم می‌کند.[۲] نمونه‌هایی از مبادله محدود در برخی از قبایل ساکن در حوضه آمازون یافت می‌شود. این جوامع قبیله‌ای از بخش‌های متعددی تشکیل شده‌اند که اغلب از هم جدا می‌شوند و در نتیجه آنها را نسبتاً ناپایدار می‌سازد. مبادله تعمیم یافته یکپارچه‌تر است، اما شامل یک سلسله مراتب ضمنی است، به عنوان مثال در میان کاچین که در آن زن دهندگان برتر از همسران هستند. در نتیجه، آخرین گروه زن‌گیرنده در این زنجیره، به‌طور قابل‌توجهی از اولین گروه زن‌داده‌ای که قرار است همسران خود را به آن‌ها بدهد، پایین‌تر است. این نابرابری‌های وضعیتی می‌تواند کل سیستم را بی‌ثبات کند یا حداقل می‌تواند منجر به تجمع همسران (و در مورد کاچین نیز ثروت عروس) در یک انتهای زنجیره شود. از منظر ساختاری، ازدواج متقابل زن عمویی بر همتای پدری خود برتر است. دومی پتانسیل کمتری برای ایجاد انسجام اجتماعی دارد زیرا چرخه‌های مبادله آن کوتاه‌تر است (جهت مبادله همسر در هر نسل متوالی معکوس می‌شود). نظریه لوی استراوس با این واقعیت پشتیبانی می‌شود که ازدواج پدری و پسر عموی متقابل در واقع نادرترین نوع از سه نوع است. با این حال، مبادله تعمیم یافته ماترک خطر دارد، زیرا گروه A بستگی به این دارد که زنی از گروهی به او داده شود که خود زنی به آن نگذاشته‌است، به این معنی که در مقایسه با یک نظام مبادله محدود، تعهد فوری کمتری برای واکنش متقابل وجود دارد. بدیهی است که ریسک ایجاد شده توسط چنین بازدهی تأخیری در سیستم‌های مبادله محدود کمترین است.
3. لوی استروس ساختار سومی را بین ساختارهای ابتدایی و پیچیده پیشنهاد کرد که ساختار نیمه پیچیده یا سیستم کرو-اوماها نام داشت. ساختارهای نیمه پیچیده حاوی آنقدر قوانین منفی ازدواج هستند که عملاً به تجویز ازدواج برای طرفین خاص نزدیک می‌شوند، بنابراین تا حدودی شبیه ساختارهای ابتدایی هستند. این ساختارها در میان جوامعی مانند کلاغ و اوماها بومی سرخپوستان در آمریکای شمالی یافت می‌شوند.

در نظم لوی استراوس، عنصر اصلی بنای خویشاوندی فقط خانواده هسته ای نیست، همان‌طور که در کارکردگرایی ساختاری وجود دارد، بلکه به اصطلاح اتم خویشاوندی است: خانواده هسته ای به همراه برادر همسر. این «برادر مادر» (از منظر پسر جویای زن) نقش تعیین‌کننده ای در نظریه اتحاد بازی می‌کند، زیرا او است که در نهایت تصمیم می‌گیرد دخترش با چه کسی ازدواج کند. علاوه بر این، این فقط خانواده هسته ای نیست، بلکه اتحاد بین خانواده‌ها در ایجاد ساختارهای اجتماعی مهم است، که منعکس کننده استدلال ساختارگرایانه معمولی است که جایگاه یک عنصر در ساختار از خود عنصر مهم‌تر است؛ بنابراین، نظریه نزول و نظریه اتحاد به دو روی مختلف یک سکه نگاه می‌کنند: اولی بر پیوندهای خویشاوندی (خویشاوندی از طریق خون) تأکید می‌کند، دومی بر پیوندهای خویشاوندی تأکید می‌کند (خویشاوندی بر اساس قانون یا انتخاب).